# 4-メチル-3-ヘキセン酸
4-メチル-3-ヘキセン酸（英: 4-Methyl-3-hexenoic Acid）は、化学式C7H12O2で表される脂肪酸の一種で、4M3Hと略記される。「雑巾臭」とも「洗濯物の生乾き臭」とも表現される特異臭を持つ。日本の消防法では、危険物第4類第3石油類（非水溶性）に区分される。

## 生成
日本の洗剤メーカーである花王は、日本農芸化学会2010年度大会において洗濯物の生乾きの匂いが本物質を起因とすることを発表。次いで、生乾き臭を有する衣類から抽出した微生物を分離・培養する実験により、真正細菌の一種のモラクセラ・オスロエンシス（Moraxella osloensis）が本物質を生成する微生物であると同定した。2016年には、花王は汗をかいた後の衣類の匂い（着用汗臭）の原因物質が、本物質をはじめイソ酪酸、イソ吉草酸、2-メチル酪酸、4-メチルペンタン酸、4-メチル-3-ペンテン酸、4-メチルヘキサン酸などの、マイクロコッカス属により生成される短～中鎖脂肪酸であることを解明した。嗅覚閾値は0.01ppmで、異性体の5-メチル-2-ヘキセン酸（1ppm）、5-メチル-4-ヘキセン酸（0.5ppm）に比べ低濃度で匂いを感じ取ることができる。